# Рожанка (Львовская область)
Рожанка (укр. Рожанка) — село в Каменка-Бугской городской общине Львовского района Львовской области Украины.
Почтовый индекс — 80421. Телефонный код — 3254.